# 九嶷山连蕊茶
九嶷山连蕊茶（学名：Camellia jiuyishanica）为山茶科山茶属的植物。分布在中国大陆的湖南等地，生长于海拔800米的地区，见于常绿林，目前尚未由人工引种栽培。